# System Nadzoru Ruchu Tramwajów

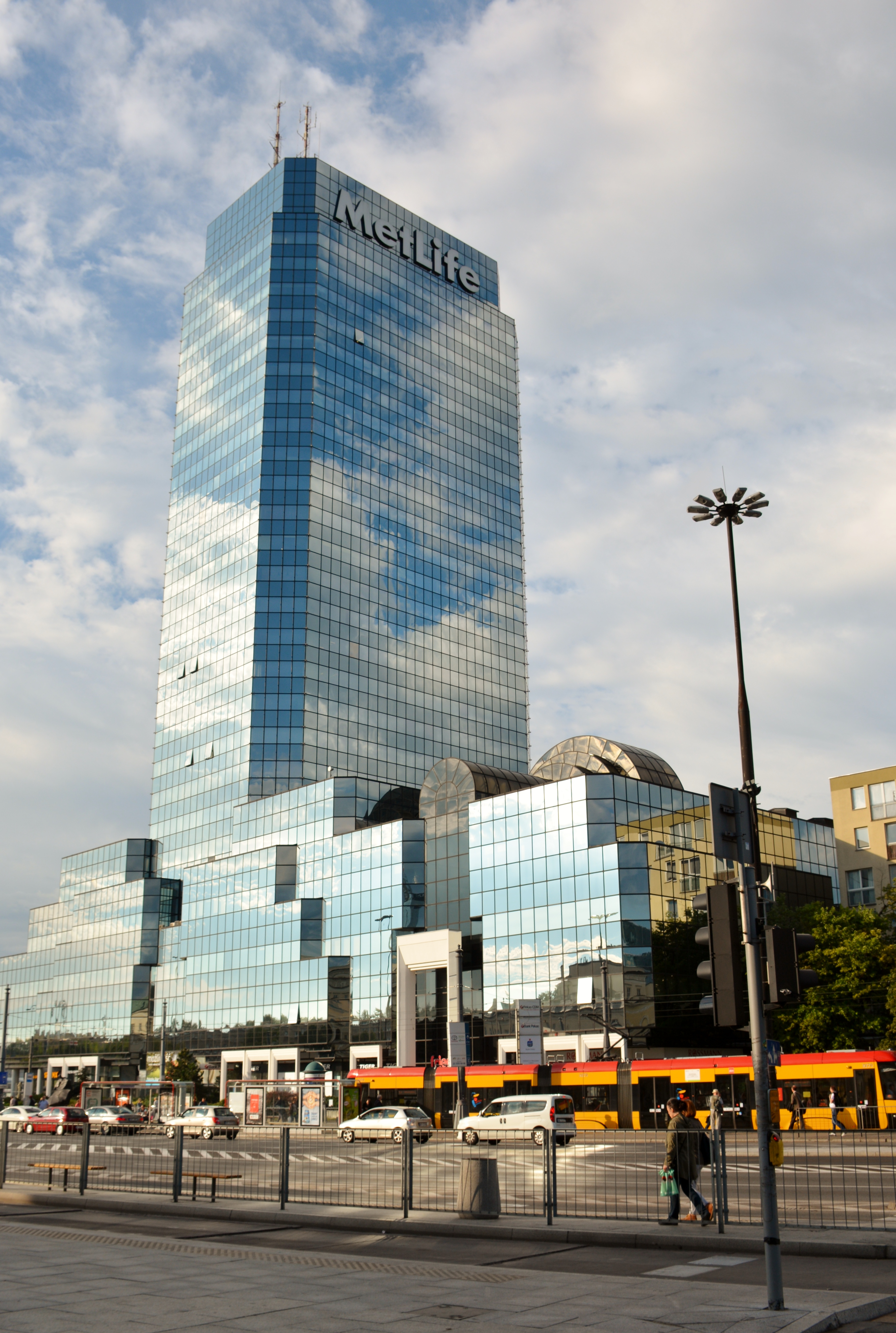
Błękitny Wieżowiec w Warszawie, widoczne anteny systemu SNRT

SNRT 2000 (System Nadzoru Ruchu Tramwajów) – system nadzoru firmy Infotron oparty na systemie GPS NAVSTAR-GPS i radiofonicznym przesyle danych wykorzystywany m.in. w Tramwajach Warszawskich
SNRT 2000 wdrożony został w 2000 roku w Tramwajach Warszawskich. W latach 2007–2009 system został rozbudowany o funkcje automatycznej transmisji danych na zajezdni wykorzystujące technologię WiFi.
W skład systemu wchodzą następujące elementy: urządzenia przewoźne w pojazdach (UP), Centrum Transmisji Danych (CTD), Centrum Łączności Fonicznej (CŁF), Centrum Dyspozytorskie (CD), Centra Zajezdniowe.
Po ponad 20 latach pracy SNRT 2000 został wyłączony 07.12.2023 r. o godz. 09:30. Aktualnie w Tramwajach Warszawskich łączność zapewniona jest przez System Radiołączności Cyfrowej (SRC). SRC zgodny jest z DMR Tier III MOTOTRBO Capacity Max.